# Martin Lattmann
Martin Lattmann, né le 10 février 1896 à Fribourg-sur-Elbe et mort le 11 août 1976 à Berlin-Est, est un général de division allemand pendant la Seconde Guerre mondiale puis un haut fonctionnaire de la République démocratique allemande.
 

## Biographie
Il est le fils de l'homme politique Wilhelm Lattmann (de). Il entre dans le 30e régiment d'artillerie de campagne de la Deutsches Heer en janvier 1914 et devient officier dans la Reichswehr puis dans la Wehrmacht. Au sein des forces armées il a la réputation d’être un nazi convaincu et appartient pendant 10 ans au NSDAP. En tant que colonel, il reçoit le 21 novembre 1942 le commandement de la 14e division blindée. Après la dissolution de cette division, il est chargé de diriger la 389e division d'infanterie. Le 1er janvier 1943 il est nommé général de division. Le 2 février 1943, en même temps que le général de division Arno von Lenski il donne de lui-même aux forces encerclées au nord de Stalingrad l'ordre de se rendre à l'Armée rouge. Prisonnier des Soviétiques, il devient membre du Nationalkomitee Freies Deutschland, cofondateur du Bund Deutscher Offiziere et un collaborateur permanent de la station « Freies Deutschland ».
 
En 1949 il revient en Allemagne. Il devient membre du SED et en 1952 entre dans la Deutsche Volkspolizei. Il est d'abord inspecteur en chef. En 1953, il devient général de division de la Kasernierte Volkspolizei et est jusqu'en 1956 directeur adjoint du service de la motorisation au ministère de l'Intérieur de la RDA sous les ordres du général de division Arno von Lenski. En 1956, il n'est pas incorporé à la Nationale Volksarmee nouvellement créée et mis à la retraite. Il travaille alors dans le secteur économique central de la RDA et est de 1956 à 1958 directeur du service central des installations industrielles et des exportations au ministère des constructions mécaniques lourdes et, ensuite, directeur du groupe Komplette Industrieanlagen/Export de la commission de plan de l'État. De janvier 1958 jusqu'à sa dissolution en 1972, il est vice-président de la Communauté de travail des anciens officiers (de).